# Sebastiania membranifolia
Sebastiania membranifolia es una especie de planta en la familia Euphorbiaceae. Es endémica de Perú a Brasil.

## Taxonomía
Sebastiania membranifolia fue descrita por Léon Camille Marius Croizat y publicado en Flora Brasiliensis 11(2): 579. 1874.
Sinonimia
- Sapium rhombifolium Rusby, Bull. Torrey Bot. Club 28: 307 (1901).
- Sebastiania huallagensis Croizat, J. Arnold Arbor. 24: 177 (1943).
- Sebastiania rhombifolia (Rusby) Jabl., Phytologia 14: 452 (1967), nom. illeg.[3]